# سفر صموئيل الثاني
سفر صموئيل الثاني (بالعبرية: ספר שמואל) هو عاشر أسفار التناخ في الديانة اليهودية والعهد القديم في المسيحية، يصنف السفر ضمن الأسفار التاريخية أو ضمن النبؤات القديمة، أي تلك التي تمت في مرحلة مبكرة وقريبة من حكم القضاة. ويرفض الصدوقيون والسامريون الاعتراف بقدسيته، وسوى ذلك لا خلاف على قدسيته، لدى مختلف الطوائف المسيحية واليهودية، يغطي السفر بشكل رئيسي حكم الملك داود على مملكة إسرائيل الموحدة، بعد الحرب الأهلية التي قامت بين شاول وداود، ويؤرخ عددًا من الأحداث الهامة التي حصلت خلال حكم داود، مثل فتح القدس، والزواج من امرأة أوريا الحثي ومن ثم إنجابه لسليمان ويختتم بالحرب الأهلية الثانية بين داود وابنه أبشالوم. لا يمكن فهم السفر من دون سفر صموئيل الأول، وكانا يشكلان معًا كتابًا واحدًا قبل الترجمة السبعونية في القرن الثاني قبل الميلاد، وكذلك لا يمكن فهمه دون سفر الملوك الأول، الذي يبدأ بشيخوخة داود ووفاته، وسابقًا كان يدعى سفرا صموئيل، باسم «الملوك الأول والملوك الثاني» وأما سفرا الملوك باسم «الملوك الثالث والملوك الرابع» ولا تزال هذه التسمية معتمدة في الكنيسة الأثيوبية.

## قصة السفر وأحداثه

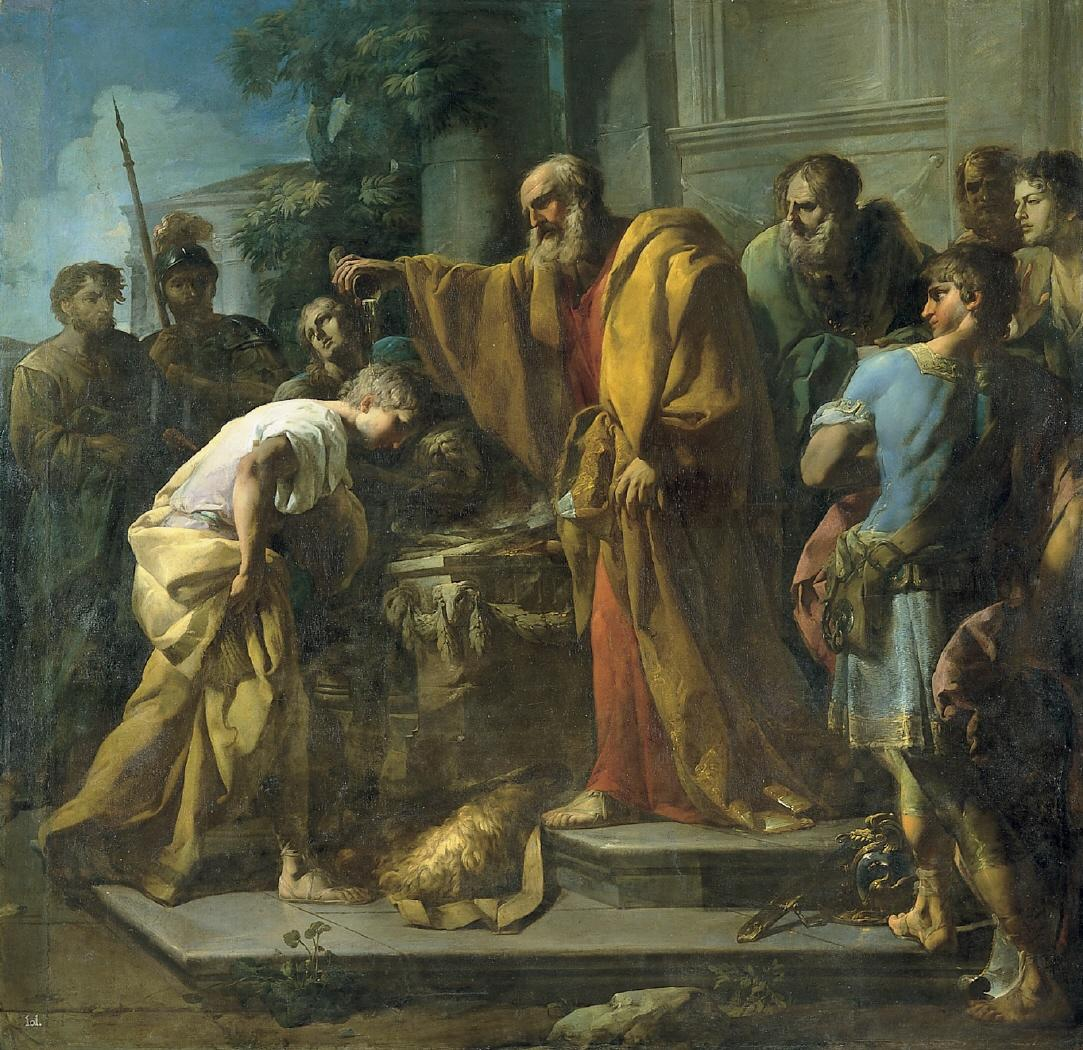
لوحة للحظة التي مسح فيها النبي صموئيل داود ملكًا على إسرائيل ليحل محل شاول، الذي كان لا يزال يشغل العرش في ذلك الوقت والذي كرس أيضًا كملك من قبل النبي نفسه.

### موت شاول
يبدأ كتاب صموئيل الثاني منذ ذكر حادثة معرفة داود بمقتل شاول حين كان مقيمًا في صقلغ، فقد روى السفر أن أحد الجنود الفارين من المعركة نقل ما حصل في جبل جلبوع بين بين إسرائيل والفلسطيين، فقد قتل كثير من الجند وهرب قسم كثير منهم، وترك شاول وابنه يوناثان وحيدين دون نصرة، فمات يوناثان، أما شاول فقد وجده الرجل الذي نقل الخبر، وقد أصيب في المعركة وقد خرج الفلسطيون في إثره يطلبون قتله، حينها طلب شاول من الرجل أن يقتله كي لا يقع في يد أعداءه وهو ما فعله الرجل. وكانت ردة فعل داود ورجاله أن أعلن الحداد: «فأمسك داود ثيابه ومزقها، وكذلك جميع الرجال الذين معه، وندبوا وبكوا وصاموا إلى المساء على شاول وعلى يوناثان ابنه، وعلى شعب الرب وعلى بيت إسرائيل لأنهم سقطوا بالسيف». ثم أمر داود بأن يقتل الرجل لأنه «أهلك مسيح الرب»، وكذلك يذكر السفر قصيدة رثاء أنشدها داود حدادًا على الملك شاول وابنه يوناثان الذي جمعته بداود صداقة، ومما يقوله داود في القصيدة: «يا بنات إسرائيل ابكين شاول الذي ألبسكنّ قرمزًا بالتنعّم، وجعل حلي الذهب على ملابسكنّ». ومما يقوله عن يوناثان: «محبتك لي أعجب من محبة النساء». وقد دفن شاول أهل مدينة يابيش جلعاد في قريتهم.

### الحرب الأهلية الأولى
بعد وفاة شاول حسب رواية السفر، طلب الرب من داود أن يتجه من صقلغ إلى حبرون التابعة لأراضي سبط يهوذا، فذهب إليها ومعه نساءه ومقاتليه، وفيها مسحه رجال سبط يهوذا ملكًا عليهم، غير أن أبنير بن نير قائد جيش شاول أخذ إيشبوشث ابن شاول إلى محنايم ومسحه ملكًا خلفًا لوالده وله من العمر أربعين سنة وبذلك انقسمت مملكة بني إسرائيل. وأولى معارك الحرب حصلت في جبعون في موقع أسماه السفر «حلقث هصوريم»: «وكان القتال شديدًا جدًا في ذلك ليوم، انكسر أبنير ورجال إسرائيل أمام عبيد داود». تلك هي أولى مواقع الحرب التي كانت «طويلة بين بيت شاول وبيت داود، وكان داود يومًا فيومًا يتقوى وبيت شاول يأخذ في الضعف». وخلال تلك المدة التي دامت سبع سنين، ولد لدواد في حبرون بكره أمنون ثم كيلاب ثم أبشالوم من زجته الثالثة معكة ابنة تلماري ملك جشور، ومجموع ما أنجب داود في حبرون ستة أطفال كل واحد من امرأة. وانتهت الحرب بعد سبع سنوات بنتيجة الشقاق الذي وقع بين الملك إيشبوشث وأبنير، بحيث فاوض أبنير داود على الصفح عنه لقاء توحيد المملكة وهو ما قبل به داود، غير أن أبنير الذي كان قد عسائيل أحد وجوه سبط يوآب قائد جيش داود، قتل يوآب انتقامًا، «ولما سمع داود بعد ذلك، فقال إني بريء أنا ومملكتي إلى الأبد من دم أبنير بن نير». وأعلن الحداد وترأس بنفسه جنازة أبنير الذي دفن في حبرون،
خلال الوقت نفسه قتل الملك إيشبوشث على يد رمون البئروتي من سبط بنيامين الذين لم يكونوا على علاقة جيدة مع مملكة شاول، وقد رد داود بقتل قتلة الملك: «وأحضر داود الغلمان فقتلوهما وقطعوا أيديهما وأرجلهما وعلقوهما على بركة في حبرون.» أما حكم مملكة شاول فآلت لابن يوناثان مفيبوشث المشولو وذي الخمس سنوات، وأمام هذا الواقع: «جاء جميع شيوخ بني إسرائيل إلى داود في حبرون ومسحوا داود ملكًا». وبذلك انتهب الحرب الأهلية وتوحدت المملكة تحت حكم داود، أما الملك مفيبوشث فقد أقام في منزل مائير بن عمثيل في قرية لودبار، وبعد أن انتقلت العاصمة إلى القدس أراد داود أن يصنع معه إحسانًا واستذكارًا لصداقته مع والده يوناثان، فقام برد أراضيه وأملاكه ثم وضب له مكانًا في القصر وظل مقيمًا معه إلى وفاته.

### فتح القدس
بعد مبايعته ملكًا، سار داود على رأس جيش نحو القدس التي كانت مملكة كنعانية مستقلة، وفتحها دون أن يقدم السفر أي تفصيل، ثم أخذ يحصنها وبنى فيها قلعة وأسماها «مدينة داود»، ثم سورها وقد أرسل حيرام ملك صور رسلاً إلى داود ومعهم خشب الأرز ونجارين وبنائين فبنوا القصر، كما أضاف داود لنفسه سلسلة جديدة من النساء والجواري في القدس، وكان من بين أبناءه الذي ولدوا فيها سليمان. أراد داود بعد أن استتب له الوضع في القدس نقل تابوت العهد إليها، واستمرت عملية النقل التي ترأسها داود وشارك بها ثلاثون ألفًا من جميع الأسباط ثلاثة أشهر، ولدى وصول التابوت إلى القدس، أخذ الشعب وعلى رأسهم داود بالرقص ثم أصعد داود ذبائح ومحرقات حسب الشريعة اليهودية وبارك الشعب. وأراد أن يبني هيكلاً على غرار قصره لكن الرب أوصى ناثان النبي أن ينهي داود عن الأمر وأخبره أن ابنه هو من سيبني المعبد وبرر ذلك: «لكثرة ما سفك داود من دماء».

### توسيع المملكة
من الاشتباكات العسكرية التي يذكرها السفر خلال هذه الفترة معركتان مع الفلسطيين انتصر فيها داود في الموقع الذي أسماه «بعل حزاحيم»، ثم مع الموآبيين وفرض عليهم جزية سنوية، وقد فعل الأمر ذاته مع مملكة صوبة التي يذكر السفر أن حدودها تصل إلى نهر الفرات، واشترط أن تمد المملكة داود بمئة مركبة، وحصلت معارك مع آرام دمشق انتصر خلالها داود وفرضت جزية على المملكة أيضًا، وحاول نوعي صاحب حماة أن يرد داود ولكنه فشل، وقد ترافق ذلك مع انتشار العدل والرخاء في مملكة بني إسرائيل. وكذلك الحال مع ملك بني عمون الذي تحالف مع ملك آرام دمشق ضد داود وكلفه ذلك حياته حسب رواية السفر.

### خطيئة داود مع بثشبع
يروي الفصلان الحادي عشر والثاني عشر من سفر صموئيل الثاني زنى داود مع امرأة قائد جيشه، فبينما كان جيش المملكة يحارب تحت قيادة يوآب بني عمون، كان دواد يتمشى على سطح قصره: «فرأى من على السطح امرأة تستحم، وكانت المرأة جميلة المنظر جدًا فأرسل داود وسأل عن المرأة فقال واحد: أليست هذه بثشبع بنت أليعام وامرأة أوريا الحثي؟ فأرسل داود رسلاً وأخذها، فدخلت إليه فاطضجع معها، وهي مطهرة من طمثها، ثم رجعت إلى بيتها». ولم يتوقف الأمر على ذلك، بل حلبت المرأة من داود الذي استدعى أوريا زوجها من ساحة القتال ليضاجع إمرأته فيظهر الولد على أنه ابن أوريا، لكن أوريا رفض: «فقال أوريّا لدواد: إن التابوت وإسرائيل ويهوذا ساكنون في الخيام، ويوآب وعبيد سيدي نازلون عن وجه الصحراء وأنا آتي إلى بيتي لآكل وأشرب واضطجع مع إمرأي، وحياتي وحياة نفسك لا أفعل هذا». فلما عاد أوريا إلى ساحة القتال بعث داود برسالة إلى يوآب قائد الجيش يطلب فيها وضع أوريّا في موضع شديد القتال حتى يموت، وهو ما حصل فعلاً إذ مات أوريا وتزوج داود إمرأته وولدت الصبي: «ووأما الأمر الذي فعله داود فقد قبح في عيني الرب جدًا». فنزل الوحي على النبي ناثان ليقرع داود، وهو ما يرويه الفصل الثاني عشر، حتى أن النبي أخبر داود أن الصبي المولود من بثشبع سيموت وهو ما حصل فعلاً، فسبب ذلك حزنًا شديدًا لدواد، غير أنه بعد أن أنهى حداده بإلحاح رجال الدولة، اضطجع مع بثشبع إمرأته فحبلت وولدت له النبي سليمان. ويختتم السفر بأن جيش الملك داود انتصر على بني عمون وأخذ منهم غنائم كثيرة.
هناك قصة أخرى مشابهة ترد في الفصلان الثالث عشر والرابع عشر، فأمنون وهو بكر داود أحب أخته غير الشقيقة ثامار، وادعى المرض ثم طلب من الملك أن يفرزها لخدمته وعندما تم له ذلك اغتصبها وبعد أن اغتصبها كرهها، وبعد عامين انتقم أخيها أبشالوم - وهو ابن داود وأخ أمنون غير الشقيق - من أمنون واستطاع قتله، فسبب ذلك حزنًا وكمدًا شديدين لدواد، هرب في إثرهما أبشالوم إلى جشور وأقام فيها ثلاث سنوات، ثم قام يوآب قائد الجيش بوساطة بين داود وأبشالوم فعفى عنه والده وعاد إلى القدس لكنه لم يقابل والده إلا بعد سنتين، إذ كان متخوفًا من لقاءه.

### الحرب الأهلية الثانية
بعد أن انقضت أربعين عامًا من حكم داود، انتقل أبشالوم إلى حبرون قرب الخليل ونادى بنفسه ملكًا على بني إسرائيل منها، وسار نحو القدس فتركها داود واتجه إلى منحايم شمالاً بعد أن ترك عددًا من نساءه فيها وترك أيضًا تابوت العهد وكان من بين الذين رافقوه صادوق رئيس الكهنة. فدخل أبشالوم إلى القدس وضاجع نساء أبيه، وانشق أحيشوفيل مستشار أبيه الذي أشار لملاحقة داود نحو الشمال، وتحركت الأحقاد القديمة بين داود وسبط بنيامين الذين منهم الملك شاول، غير أن جند داود عند التحامهم بجند أبشالوم انهزموا وقتل منهم عشرون ألفًا، وهرب أبشالوم على ظهر بغلة: «فدخل البغل تحت أغصان بطمة عظيمة ملتفة، فعلق رأسه بالبطمة وعلق بين السماءو الأرض، والبغل الذي تحته مرّ.» وقبل أن يفارق الحياة غرس قائد الجيش يوآب ثلاث سهامًا في قلب أبشالوم فمات ودفن في ذاك الموضع، رغم أن داود أراده حيًا لكي يصفح عنه، وعندما علم داود بموت ابنه أخذ يصيح: «يا ابني أبشالوم، يا بني أبشالوم، يا ليتني مت عوضًا عنك، يا أبشالوم يا ابني». وفي أعقاب موت أبشالوم صادق أسباط إسرائيل على عودة داود ملكًا في القدس، ووافق على ذلك أبيثار وصادوق رئيسي الكهنة، ويذكر الفصل العشرون أن سبط يهوذا حاول التمرد إلا أن يوآب استطاع تلافي ذلك، ويذكر أيضًا أن الملك لم يضاجع مع نساءه اللواتي اضطجع معهم ابنة أبشالوم، إلا أنه ظل يعيلهنّ.

### خواتم السفر
الفصول الثلاثة الأخيرة تبدو منفصلة ولا علاقة لها بمجمل رواية السفر، الفصل الحادي والعشرين يتحدث عن المجاعة التي ضربت البلاد ودامت ثلاث سنين، وذلك لأجل «بيت الدماء، لأنه قتل الجبعونيين» ونقل عظام شاول وابنه يوناثان من يابيش جلعاد إلى أرض بنيامين، وتكرار الحروب والغارات بين الفلسطيين وداود في جت. أما الفصل الثاني والعشرين فهو صلاة منسوبة لداود يفتخر بها بالرّب، وكذلك حال الفصل الثالث والعشرين التي دونت فيه «أسماء الأبطال الذين لدواد»، وهم قادة جيشه منذ بداية حربه مع شاول، وأما الفصل الرابع والعشرين يعود للسرد التاريخي فيذكر إحصاء نفوس بني إسرائيل بأمر من داود، وقد بلغت نتيجة الإحصاء 800 ألف رجل من رجال إسرائيل و500 ألف رجل من رجال سبط يهوذا وحده. تكون خاتمة السفر، مصالحة داود مع الله عن طريق النبي جاد، وإصعاده قرابين وذبائح عربونًا لذلك.

## الواقعية التاريخية
يعتبر سفرا صموئيل (الأول والثاني) مبنيين على مصادر تاريخية ومصادر أسطورية، ويعملان في المقام الأول على سد الفجوة في تاريخ إسرائيل بعد الأحداث الموصوفة في سفر التثنية. المعارك التي تتحدث عن تدمير الكنعانيين لا تدعمها السجلات الأثرية، ويعتقد الآن على نطاق واسع أن الإسرائيليين أنفسهم قد نشأوا كمجموعة فرعية من الكنعانيين. تحتوي أسفار صموئيل على الكثير من المفارقات التاريخية مما يدل على أنها لم يتم تكوينها في القرن الحادي عشر قبل الميلاد. على سبيل المثال، هناك ذكر لدروع لم تستخدم إلا لاحقا (1 صموئيل 17: 4-7، 38-39؛ 25:13)، واستخدام الجمال (1 صموئيل 30:17)، والفرسان (1 صموئيل 13 : 5، 2 صموئيل 1: 6)، ومعاول من الحديد وفؤوس (كما لو كانت شائعة حينها) (2 صموئيل 12:31)، وتقنيات الحصار المتطورة (2 صموئيل 20:15). وتم ذكر قوات عملاقة (2 صموئيل 17: 1)، ومعركة بها 20 ألف ضحية (2 صموئيل 18: 7)، وإشارة إلى قوات شبه عسكرية وخدم من مملكة كوش، مما يقدم دليلا واضحا على أن في وقت تكوين الأسفار كان الكوشيون شائعون، وذلك بعد الأسرة المصرية السادسة والعشرين، في فترة الربع الأخير من القرن الثامن قبل الميلاد.